# 山田満郎
山田 満郎（やまだ みつろう、1943年（昭和18年） - 2016年（平成28年）6月5日）は、美術セットデザイナー。東京都生まれ。武蔵野美術大学芸能デザイン科卒業。
バラエティ番組のセットデザインを数多く担当。特に『8時だョ!全員集合』では1969年10月の第1回放送から第765回放送までほぼ全てのセットデザインを担当した。

## 経歴
1967年、TBSに入社。
1969年10月より放送が始まった『8時だョ!全員集合』にセットデザイナーとして参加。以後、全てのセットデザインを一手に引き受ける。（～第765回放送まで）
1980年、『全員集合』のセットデザインが評価され、バラエティ番組史上初の伊藤熹朔賞を受賞する。
1985年、1月5日の第765回の放送で番組開始以来セットデザインを担当してきた同番組から離れる（以後最終回までのセットデザインは浦上憲司が担当）。
その後TBS美術センター次長兼業務部長などを歴任し定年退職。その後はフリーとして活動する傍ら、東放学園専門学校テレビ美術科講師として後進の指導に当たったほか、NPO法人「テレビ日本美術家協会」監事を2014年まで務めた。
2016年6月5日、肝臓がんのため逝去。享年73。

## 逝去後
2017年2月に親族及びTBS時代の同僚の企画により『視聴者驚かせたセットの数々を振り返る「8時だョ!全員集合」展』を東京都調布市内で開催。
2017年10月28日から12月10日まで、杉並区立郷土博物館別館において企画展を開催。そこでは山田が撮影した荒井注がザ・ドリフターズに在籍していた当時の全員集合のリハーサル風景写真も展示された。

## エピソード
『8時だョ!全員集合』番組開始前の顔合わせで「TBSの美術に不可能はない」と宣言。以後、番組を離脱するまでの約16年間、ネタ作りの会議でまとまったアイデアを全て実現させた。
- 山小屋を360度回転するようにデザインした[3]。コントでは、床に眠っていたはずの加藤茶が90度山小屋が回転したことで起きあがるようになり、「さっき寝たはずなのに、起きちゃった？」とボケた。
- 布で描かれた背景に絵で描かれたような扉をつけ、出入りできるようにした。観客はただの絵と思っていた背景画から人が出入りするのに驚きを見せた。
- パトカーを家の屋根に飛び込ませた（『全員集合』史上最も危険なコントと言われる[3][8][9]）。
- タイミングに合わせて電柱や樹木が狙った方向に倒れるよう設計した。
- 階段や壁など屋敷のいたるところに顔が現れ、音楽に合わせて歌い出す。このセットがバラエティ番組史上初となる伊藤熹朔賞を受賞する快挙を見せた[3][4]。

半年間、日本テレビ系で放送された『日曜日だョ!ドリフターズ!!』で　「こんなに金のかかる番組、TBSに返してしまえ」と当時の日本テレビ幹部が漏らしたことを聞きつけ、以後、自分の担当する全ての番組において番組予算を常に守りきった。

## 手がけた番組
- 『パンとあこがれ』
- 『進め!ドリフターズ』
- 『8時だョ!全員集合』
- 『クイズダービー』
- 『ザ・チャンス!』
- 『KATO&KENテレビバスターズ』
- 『生生生生ダウンタウン』
- 『突然バラエティー速報!!COUNT DOWN100』
- 『ジャンボマックス』
- 『TVジェネレーション』

## 著書
- 『8時だョ!全員集合の作り方』（双葉社、2001年、ISBN 4-575-29204-4）